# Суке, Арно
Арно Суке (фр. Arnaud Souquet; род. 12 февраля 1992, Париж) — французский футболист, защитник американского клуба «Чикаго Файр».

## Клубная карьера
Суке — воспитанник клуба «Венсен» и «Лилль». Выступая за первых, Суке имел возможность перейти в центр «Клерфонтен» или «Пари Сан-Жермен». Однако после встречи с президентом последних, отказался от перехода. 17 октября 2009 года в матче против клуба «Ренн» Арно дебютировал во французской Лиге 1.
В июле 2011 года был арендован клубом «Париж», выступавшим в лиге Насьональ. 6 августа в матче против «Люзнак» он дебютировал в третьем французском дивизионе. 5 ноября в поединке против «Байонна» Суке забил первый гол за команду. В июле 2012 года на правах аренды Арно стал игроком бельгийского «Мускрон-Перювельз». 22 августа в матче против «Брюсселя» он дебютировал в составе нового клуба.
В октябре-ноябре 2014 года выступал за «Дранси»; забил один гол. В ноябре на правах свободного агента стал игроком клуба «Ле-Пуаре-сюр-Ви». 12 декабря в поединке против «Амьена» Арно дебютировал за новый клуб. В июле 2015 года защитник покинул клуб, став игроком «Дижона». 31 июля 2015 года в матче против «Аяччо» Суке сыграл первый матч в составе клуба.
В июле 2016 года Суке стал игроком клуба «Ницца». 14 августа в поединке против «Ренна» он дебютировал за клуб. 20 января 2017 года в гостевом матче против «Бастии» Арно забил первый гол за клуб. В августе 2018 года Суке стал игроком бельгийского клуба «Гент», сумма трансфера составила 3 миллиона евро. 16 сентября в матче против «Сент-Трюйден» он дебютировал в лиге Жюпиле.
В августе следующего года защитник вернулся во Францию и подписал контракт с «Монпелье». 10 августа в поединке против «Ренна» он дебютировал за новый клуб. В третьем туре против «Олимпик Лион» Суке забил свой первый гол за клуб.
В январе 2023 года Арно на правах свободного агента стал игроком американского клуба «Чикаго Файр». 5 марта в матче против «Нью-Йорк Сити» защитник дебютировал в MLS.

## Международная карьера
В 2009 году Суке в составе юношеской сборной Франции принял участие в юношеском чемпионате Европы в Германии. На турнире он сыграл в матчах против Швейцарии, Испании и Германии.